# Schlacht vor Horaniu
Die Schlacht vor Horaniu war eine Seeschlacht zwischen den Vereinigten Staaten von Amerika und den Japanern während des Pazifikkrieges. Sie fand in der Nacht vom 17. auf den 18. August 1943 in der Nähe von Horaniu, einer japanischen Basis auf Vella Lavella in den Salomonen, statt.

## Vorgeschichte
Nach der verlorenen Schlacht im Vella-Golf entschieden die Japaner alle Truppen, die südlich von Bougainville lagen, zurückzuziehen. In Horaniu, an der nördlichsten Stelle von Vella Lavella, hatten sie eine Verladestelle für ihre Landungsboote eingerichtet. Ein Konvoi aus 20 Landungsbooten und weiteren Unterstützungsschiffen geschützt von vier Zerstörern (Sazanami, Hamakaze, Isokaze, Shigure) unter dem Kommando von Konteradmiral Ijūin Matsuji lief am 17. August von Horaniu zur östlich gelegenen Insel Kolombangara, um die dort stationierten Truppen an Bord zu nehmen.

## Die Schlacht
Durch Luftaufklärung wurde Rear Admiral Wilkinson von den japanischen Bewegungen informiert. Daraufhin erteilte er Captain Thomas J. Ryan mit seiner Zerstörergruppe (Nicholas, O’Bannon, Taylor, Chevalier) den Auftrag, den japanischen Konvoi abzufangen.
Um 23:30 Uhr wurde der Konvoi von amerikanischen Grumman TBF Torpedoflugzeugen angegriffen. Er war deswegen nicht in Formation, als er um 0:29 Uhr von der amerikanischen Zerstörergruppe entdeckt wurde. Ryan dachte, dass ihn die Japaner noch nicht entdeckt hätten und wollte einen Überraschungsangriff mit Torpedos durchführen, als seine Schiffe von einem japanischen Aufklärungsflugzeug entdeckt und mit Leuchtkugeln beleuchtet wurden. Nach einem Torpedoduell, das keine Auswirkungen hatte, und Artilleriefeuer über weite Distanz, das außer einem Nahtreffer bei der Hamakaze, der nur leichte Schäden verursachte, ebenfalls keine Folgen hatte, zogen sich die Japaner zurück.

## Ergebnis
Die Schlacht war ein strategischer Sieg für die Japaner, da sie den Großteil ihrer Landungsboote retten und damit später 9.000 Mann abziehen konnten.